# Cantón de San José
El cantón San José es el cantón número 1 de la provincia de San José, Costa Rica. El cantón contiene a la capital costarricense, aunque la influencia de la misma manifestada en extensión territorial y población supera ampliamente las dimensiones cantonales, en lo que se denomina el Gran Área Metropolitana.
El cantón de San José constituye el núcleo central del país y su zona de mayor desarrollo. Posee una superficie de aproximadamente 45 km², lo que representa un 0,09% de todo el territorio nacional. Presenta una forma alargada de 15 kilómetros de longitud sureste-noroeste y un ancho promedio de 3 km de norte a sur.
Es el cantón más poblado del país, con 342 188 habitantes según el Censo 2011, con una población urbana del 100% y una densidad de 6.456 habitantes por kilómetro cuadrado, el segundo del país luego de Tibás. El 72% de la población cantonal vive en los distritos de Pavas, La Uruca, San Sebastián y Hatillo, siendo Pavas el distrito de mayor densidad poblacional, alrededor de 12.000 hab por km², por encima de la densidad cantonal. El cantón de San José ocupó el puesto 56 en el Fichero Cantonal 2016 del Tribunal Supremo de Elecciones.
El cantón de San José se ubica en el norte de la provincia, limitando al norte con los cantones de Belén, Heredia y Santo Domingo (cantones de la provincia de Heredia), así como con los cantones josefinos de Tibás y Goicoechea; con Montes de Oca y Curridabat al este; y con Desamparados, Alajuelita y Escazú al sur.

## Toponimia
El nombre del cantón de San José es un hagiotopónimo que corresponde a José, según cuenta la Biblia, José fue el padre de la figura central del cristianismo, que es el personaje de Jesús. El origen del nombre del cantón se remonta a la erección de una ermita dedicada a San José el 21 de mayo de 1737. El cantón, la ciudad y la provincia son homónimas, y el término San José (o Chepe, en contextos coloquiales) se puede referir a cualquiera de las tres.

## Historia
El territorio del actual cantón de San José formó parte en la época precolombina del Reino Huetar de Occidente, gobernado por el rey Garabito a la llegada de los conquistadores españoles en el siglo XVI. Propiamente en el cantón de San José se han encontrado veintiún sitios pertenecientes al área arqueológica de la Región Central, entre los que pueden mencionarse Rincón Grande de Pavas, Finca Coronado y Hatillo Ocho. Se ha determinado que en los alrededores del cantón de San José existieron varias poblaciones huetares como Toyopán (Heredia, Belén y Vázquez de Coronado), Itzkatzú (Escazú), Tiribí (Alajuelita), Curriravá (Curridabat), Pacaca (Mora), Aczarri (Aserrí, Desamparados y Montes de Oca) y Tibás. El río Virilla, límite cantonal actual, fue a su vez límite entre el reino de Garabito y el Señorío del Guarco, en el valle del mismo nombre.
La primera población de origen español se estableció en el actual distrito de Mata Redonda, cuando este terreno fue otorgado por Diego de Artieda Chirino y Uclés, gobernador de Costa Rica (1574-1590), a Pedro de las Alas, quien formó allí un hato de ganado. Pedro de las Alas heredó el terreno a sus dos hijos: a Juan dejó la «Mata Redonda», y a Pedro dejó un territorio ubicado al oeste, llamado «Las Pavas».
En 1640, figura una española llamada María de Aguilar como propietaria de un terreno colindante con el hato de los Alas en Mata Redonda. De esta mujer nace el nombre del río María Aguilar.
En el siglo XVII varias familias de colonos se establecieron en lugares colindantes con el cantón, como Aserrí, Barva, Pacaca y Curridabá, aunque el territorio de San José servía únicamente de paso entre los valles de Aserrí y Barva. En 1736, el cabildo de León
(Nicaragua) decretó el establecimiento de una iglesia en el valle de Aserrí, en el lugar llamado la Boca del Monte de Curridabá, con el objetivo de reunir a las familias dispersas de esa región para facilitar la recolección de impuestos, fomentar el trabajo agrícola y hacer los oficios religiosos. El padre Juan Manuel de Casasola y Córdoba terminó el templo en 1738 y se lo dedicó a José de Nazaret, en el sitio que hoy corresponde al lugar ubicado a media cuadra entre las avenidas central y primera, frente al costado este del Banco Central de Costa Rica donde hoy se encuentra la tienda Scaglietti. El primer acueducto data de 1750 y fue construido por el presbítero Juan de Pomar y Burgos, que desvió una acequia y condujo el agua hasta la ermita, asegurando de esa manera la subsistencia del poblado. Hacia 1755 se asentaron los primeros pobladores, familias de Aserrí que se trasladaron ante la amenaza de multa del alcalde de Cartago Tomás López del Corral. Al año siguiente, el lugar contaba con iglesia, acueducto, quince casas con techo de paja y once de techo de teja.
En 1766 los vecinos construyeron una nueva ermita hecha de adobe, en el lugar que hoy ocupa la Catedral Metropolitana de San José. Para el siglo XVIII la Boca del Monte era conocida como la Villita o Villa Nueva, hasta que en 1801 el gobernador Tomás de Acosta, quien introdujo el cultivo del café al país, la bautizó formalmente como San José.
A finales del siglo XVIII, la ciudad subsistía con el comercio del tabaco, que exportaba al resto de la Capitanía General de Guatemala gracias a una factoría localizada en los predios donde se ubica actualmente el Banco Central. El 16 de octubre de 1813 la villa obtiene el título de ciudad gracias a Florencio del Castillo, diputado por Costa Rica y Nicoya ante las Cortes de Cádiz. El primer ayuntamiento se construyó en 1814.
Si bien el cantón de San José se convirtió en la ciudad más importante del país, su infraestructura era muy sencilla, sin ningún edificio sobresaliente. Fue bajo el impulso de Braulio Carrillo Colina que se reglamentó por primera vez la organización del espacio público y San José comenzó a adquirir la fisionomía de una ciudad. Durante los conflictos bélicos de las primeras décadas de vida independiente del país (Batalla de Ochomogo y Guerra de la Liga), San José consolidó su posición política y económica como cabeza de la nación.
El cantón de San José fue creado oficialmente el 7 de diciembre de 1848 durante el gobierno de Juan Rafael Mora Porras, y es uno de los tres cantones originales de la provincia josefina, de los cuales se originaron los 20 actuales. Los «aires de ciudad» se empezaron a percibir durante el gobierno de Mora Porras cuando se edificaron obras influidas por la arquitectura moderna. En 1850 la iglesia parroquial se erigió en catedral. A partir de 1860 se inició la centralización de las obras públicas. En la segunda mitad del siglo XIX se erigieron en el cantón teatros, iglesias, bancos, hoteles y edificios estatales tales como el Archivo Nacional, Museo Nacional, Biblioteca Nacional, Teatro Nacional, Monumento Nacional, ferrocarril al Atlántico y al Pacífico, se construyó el tranvía y servicio de telégrafos, se inauguró formalmente la cañería en 1868 y en 1884 el alumbrado eléctrico con bombillos.
Durante el gobierno de Cleto González Víquez, a principios del siglo XX, se tendieron redes de cloacas, se instalaron cañerías y se cambiaron las letrinas por inodoros, se mejoró la red vial y se pavimentaron las calles. San José como territorio acogió después de mediados del siglo XX una fuerte migración poblacional interna de las áreas rurales de Costa Rica, y durante las décadas 1980 a 2000 se experimentó una migración proveniente de algunos países centroamericanos que le imprimieron una connotación muy diferente en el uso del territorio, la infraestructura de todo tipo empieza a ser insuficiente y las demandas de servicios para los cuales no estaba preparada la ciudad evidencia un creciente deterioro y escasez, motivando un crecimiento urbano anárquico. Con el paso de los años los distritos centrales empezaron a ser invadidos por el comercio, lo que provocó la emigración de los vecinos y el despoblamiento de estos distritos. Con el despoblamiento en barrios como Amón, Otoya y Aranjuez, de gran riqueza cultural, aparecen los pequeños hoteles, restaurantes, oficinas y universidades en los inmuebles declarados como patrimonio del cantón y que se ubican en un gran porcentaje en el distrito del Carmen.
Al día de hoy, San José se ha convertido en una ciudad cien por ciento urbanizada y como en sus inicios en tiempos de la colonia, de nuevo funge como lugar de paso. Con el inicio del siglo XXI, comienzan también ingentes esfuerzos por repoblar el casco central del cantón con la construcción de condominios y apartamentos sobre todo en los alrededores de La Sabana.

## Símbolos
La bandera de San José se compone de 3 franjas (la azul representa el cielo, la verde la esperanza y la blanca la transparencia) y 11 estrellas, una por cada distrito del cantón.
El escudo data de 1904 y su creación se debe al Regidor Ricardo Fernández Guardia. Usa los colores nacionales de Costa Rica e incluye la inscripción Ad meliora significa "hacia lo mejor" en latín. También incluye dos ramas de café, que hacen referencia a la actividad cafetalera que se daba en el cantón a principios del siglo XX.
San José también tiene un himno, llamado "Himno de la Ciudad". La letra y música son obra de Juan Carlos Rojas Ramírez.

## División administrativa

Distritos de San José.

|    | Distrito                  | Área (km²) | Población (2011) |
| -- | ------------------------- | ---------- | ---------------- |
| 1  | Carmen                    | 1,49       | 2.702            |
| 2  | Merced                    | 2,29       | 12.257           |
| 3  | Hospital                  | 3,38       | 19.270           |
| 4  | Catedral                  | 2,31       | 12.936           |
| 5  | Zapote                    | 2,85       | 18.679           |
| 6  | San Francisco de Dos Ríos | 2,68       | 20.209           |
| 7  | La Uruca                  | 8,35       | 31.728           |
| 8  | Mata Redonda              | 3,68       | 8.313            |
| 9  | Pavas                     | 9,34       | 71.384           |
| 10 | Hatillo                   | 4,27       | 50.511           |
| 11 | San Sebastián             | 3,98       | 40.065           |

## Demografía
Para el año 2022, Cantón de San José cuenta con una población estimada de 352 381 habitantes, y para el último censo efectuado, en 2011, Cantón de San José contaba con una población de 288 054 habitantes.
De acuerdo al censo nacional del 2011, la población del cantón era de 288 054 habitantes, de los cuales, el 16,3 % nació en el extranjero. El mismo censo destaca que había 81 903 viviendas ocupadas, de las cuales, el 63,4% se encontraba en buen estado y que había problemas de hacinamiento en el 6,8% de las viviendas. El 100,0% de sus habitantes vivían en áreas urbanas.
Entre otros datos, el nivel de alfabetismo del cantón es del 98,8%, con una escolaridad promedio de 9,9 años.
El mismo censo detalla que la población económicamente activa se distribuye de la siguiente manera:
- Sector Primario: 0,6%
- Sector Secundario: 18,9%
- Sector Terciario: 80,5%

## Aspectos físicos
Si bien San José se encuentra en una zona tropical, su altitud (cerca de 1.100 m s. n. m.) suaviza los efectos del clima tropical. Las temperaturas fluctúan entre los 17 °C y los 28 °C. La temperatura promedio es de 22 °C. La precipitación anual ronda los 1.773,9 mm.
Al ser San José un cantón totalmente urbanizado, cuenta con muy pocos espacios verdaderamente naturales. Dentro de los límites del cantón, tampoco existen grandes variaciones de altitud.

### Topografía
Presenta una topografía regular con cierta inclinación de este a oeste. El punto de menor altitud son las vecindades de la planta hidroeléctrica Electriona (950 m s. n. m.), mientras que el más alto se ubica al norte del cantón (2200 msnm), en la zona de Coronado. La altura media es de 1160 m s. n. m., a nivel del parque central de San José.

### Geología
Hay rocas de dos periodos geológicos:
- Terciario: hay rocas sedimentarias que datan del Mioceno.

- Cuaternario: rocas de origen volcánico y sedimentario que datan del Holoceno. Las rocas volcánicas (lavas, tobas y piroclastos) predominan y se ubican al oeste del cantón (Barrio Escalante, Hatillo), mientras que las sedimentarias (depósitos fluviales y coluviales) se ubican al sureste.

### Geomorfología
San José se encuentra ubicado en el Valle Central de Costa Rica, el cual geomorfológicamente no es un valle, sino una fosa tectónica, formada por la presencia de una falla en las faldas de la Cordillera Volcánica Central. Esta fosa está formada por rocas volcánicas como lavas andesíticas, tobas e ignimbritas cubiertas de cenizas, que descansan sobre rocas sedimientarias.  Los cambios en el relieve dentro del área son debidos a la presencia de lava a unos cuantos metros de profundidad constituyendo un frente.

### Hidrografía
La red fluvial del cantón de San José se encuentra formada por:
- Quebrada Negritos
- Quebrada Rivera
- Río Ocloro
- Río María Aguilar
- Río Tiribí
- Río Torres

Presentan un rumbo de este a oeste. El río Ocloro es afluente del María Aguilar, y este y el Torres son afluentes del Tiribí, que a su vez lo es del río Virilla. Todos estos ríos pertenecen a la cuenca del río Grande de Tárcoles, que es parte de la vertiente del Pacífico de Costa Rica. El río Virilla es límite cantonal con Heredia y Belén; el Tiribí con Alajuelita, Escazú y Desamparados, el Ocloro con Montes de Oca, el Torres con Goicoechea y Tibás, y la Quebrada Rivera con Tibás.

## Vías de comunicación
Las carreteras del cantón se encuentran asfaltadas y son transitables durante todo el año. La longitud total de la red vial cantonal es de 568 km, con 13% de las vías con rango nacional y el 87% local. De este último valor, el 60% son vías terciarias.
El cantón además cuenta con una vía férrea que lo une con diversas comunidades dentro del mismo cantón y con cantones de otras provincias.

## Recursos naturales
Los principales recursos naturales del cantón de San José son el suelo y las aguas para el desarrollo hidroeléctrico.
El suelo, al ser resultado de erupciones volcánicas, es fértil. El principal cultivo es el café, aunque también se siembran flores y hortalizas. La gran mayoría de los cafetales, no obstante, han desaparecido debido al crecimiento urbano.
El 90% del territorio cantonal se encuentra urbanizado, del cual un 24.65% corresponde a zonas residenciales, 7.75% zonas mixtas de residencias y comercios, 12.23% comercios y servicios, 9.77% industrias y comercios, 11.10% instituciones gubernamentales, 6.72% áreas verdes y recreativas, 19.9% zonas viales, y 7.45% zonas de protección, principalmente márgenes de los ríos.
Hay tres centrales eléctricas dentro del cantón: Electriona, Colima y San Antonio. Electriona es hidroeléctrica, mientras que las otras dos son térmicas.

## Educación
El cantón de San José cuenta con 210 centros educativos, de los cuales 89 son de preescolar, 78 escuelas primarias y 47 colegios de secundaria. Estos centros se dividen en públicos, privados y subvencionados.
Según el PNUD, para el 2011, San José presentó un índice de alfabetización del 97.8%, con una tasa de matriculación primaria del 89.1%, 64.3% para matrícula de secundaria y una tasa de matrícula global de 70.5%.

## Salud
En el cantón de San José se ubican los tres hospitales generales principales del país:
- Hospital San Juan de Dios, en el distrito Hospital.
- Hospital Rafael Ángel Calderón Guardia, en barrio Aranjuez.
- Hospital México, en La Uruca.

Además, se encuentran: el Hospital Nacional de Niños Dr. Carlos Sáenz Herrera, el Hospital Nacional de Geriatría y Gerontología Dr. Raúl Blanco Cervantes,  el Hospital de las Mujeres Dr. Adolfo Carit Eva, 
el Hospital Nacional de Salud Mental Manuel Antonio Chapuí y Torres, el Centro Nacional de Rehabilitación Dr. Humberto Araya Rojas, las oficinas centrales de la Caja Costarricense del Seguro Social, el Hospital del Trauma del Instituto Nacional de Seguros y el Ministerio de Salud.

## Cultura

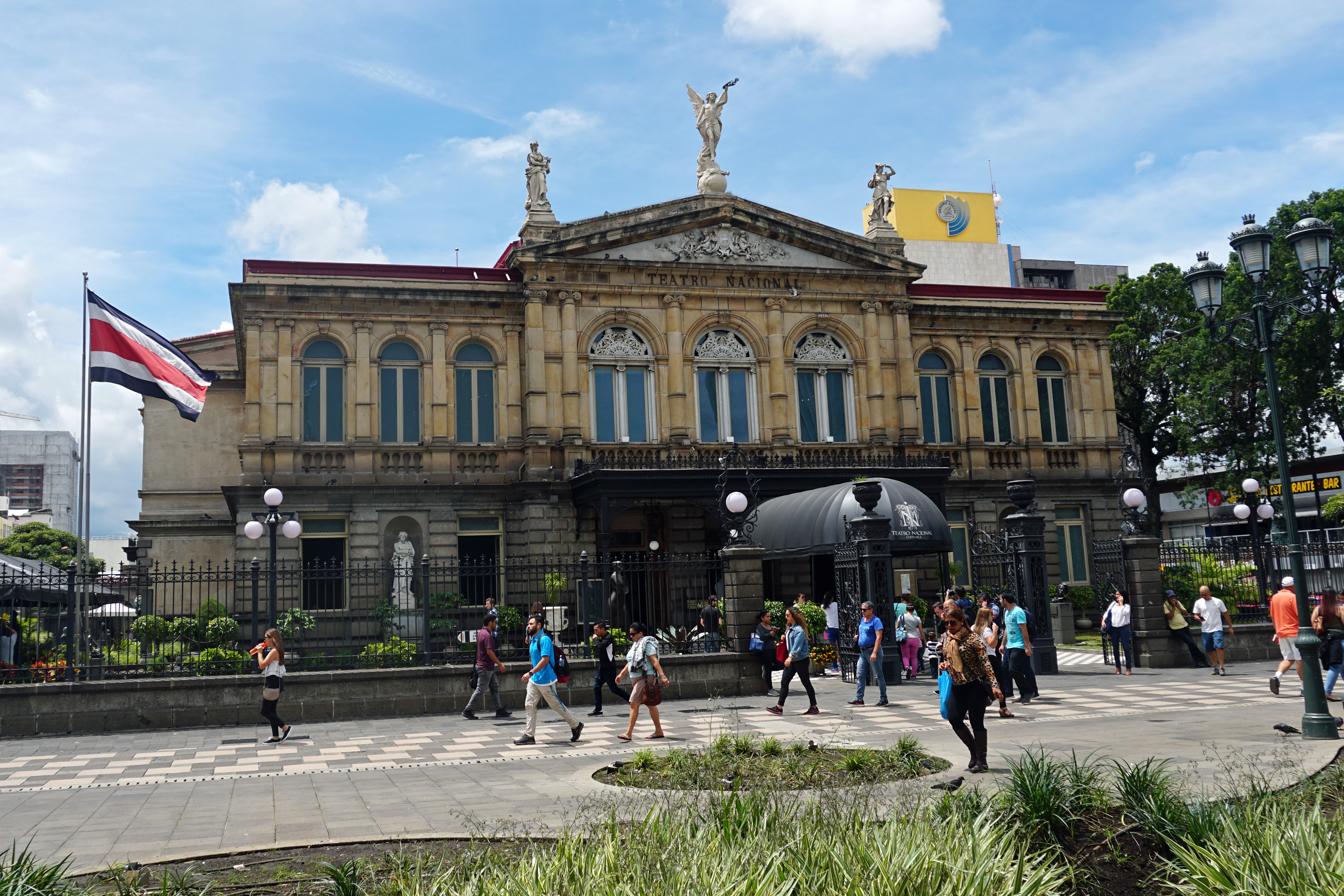
Teatro Nacional de Costa Rica.

La cultura del cantón de San José está fuertemente ligada a la ciudad de San José y determinada por diversos factores:
- El surgimiento y fortalecimiento de la clase media costarricense en los 1980s.
- La inmigración rural-urbana.
- El constante ingreso de inmigrantes extranjeros.
- La globalización.

San José es un espacio diverso, multicultural y pluriétnico, que históricamente es el referente nacional para la promoción y desarrollo de las actividades artísticas y culturales de Costa Rica y posee la infraestructura que sirve de soporte para múltiples eventos. En San José se ubica la mayor y mejor infraestructura para el desarrollo de las artes, la recreación y la formación tanto en instalaciones públicas y privadas. Alberga multitud de teatros, museos, casas culturales, entre los que se puede destacar el Teatro Nacional de Costa Rica, Teatro Melico Salazar, el Museo Nacional de Costa Rica, el Museo del Jade, Museo de los Niños, el Museo del Oro Precolombino, el Museo de Arte Costarricense, el Centro Nacional de la Cultura, entre otros, así como importantes edificios históricos como la Catedral Metropolitana de San José, la Iglesia de La Merced, la iglesia de La Dolorosa, el Colegio de Señoritas, el Liceo de Costa Rica, la Escuela Buenaventura Corrales o Escuela Metálica, la Escuela Mauro Fernández, el edificio de Correos y Telégrafos, el Club Unión, etc. San José posee 86 inmuebles con declaratoria de patrimonio histórico arquitectónico.
Existe una variada oferta de eventos culturales y artísticos y deportivos durante todo
el año: el Desfile de Boyeros, Festival de la Luz, Transitarte, el Festival Internacional de las Artes, conciertos de carácter nacional e internacional. En el campo de la recreación y el deporte San José ha tenido un papel preponderante en el plano de la organización de actividades recreativas, los deportes competitivos y la creación de infraestructura deportiva. San José fue Capital Iberoamericana de la Cultura en 2006 y sede de los X Juegos Deportivos Centroamericanos en 2013. San José es, además, sede de la gran mayoría de los principales entes públicos y privados que participan de la gestión cultural del cantón, la ciudad y el país. Además, las organizaciones ligadas a la gestión cultural en los barrios periféricos está constituida por instituciones educativas, parroquias, asociaciones de desarrollo comunal, pequeños grupos informales de creación artística de teatro, bailes folclóricos y agrupaciones musicales.
No obstante lo anterior, de manera generalizada se observan en la capital diversas manifestaciones negativas por parte de un sector considerable de la población. Estas se reflejan en el uso inadecuado de los espacios públicos, el irrespeto a las normas de tránsito, el manejo deficiente de los desechos, la escasa solidaridad intergeneracional, la violencia en centros educativos y el débil arraigo con el territorio, entre otros factores. Todo ello afecta no solo la imagen del cantón, sino también su desarrollo integral.